# Guido Vanheeswijck
Guido Vanheeswijck (1955) is een Belgisch filosoof en gewoon hoogleraar en staat vooral bekend als verdediger van het actief pluralisme en verspreider van het denken van Robin Collingwood, René Girard en Charles Taylor in de Lage Landen.
Vanheeswijck begon na zijn middelbare school aan studies Germaanse filologie. Na het bijwonen van een lezing van Max Wildiers in oktober 1976 schreef hij zich in als filosofiestudent. Na het behalen van zijn licentiaatsdiploma in de Germaanse filologie, haalde hij in 1986 zijn licentiaatsdiploma in de wijsbegeerte met een studie over de visie op de verhouding tussen wetenschap en geloof van Arthur Peacocke onder begeleiding van Jan Van der Veken. Daarna werkte hij aan een doctoraat over het metafysica-concept van Collingwood bij dezelfde promotor.
Na het behalen van zijn doctoraat in 1990 begon hij als docent wijsgerige antropologie aan de UFSIA (later de Universiteit Antwerpen). Verder begon hij ook te doceren aan de Katholieke Universiteit Leuven en haar campus in Kortrijk. Hij doceerde metafysica, cultuur- en godsdienstfilosofie aan de Universiteit Antwerpen en de K.U.Leuven, en is nu met emeritaat.

## Werken
- Metafysica als historisch discipline: de actualiteit van R. G. Collingwoods hervormde metafysica, Assen: Van Gorcum, 1993.
- Lachen om de wereld: dwarsliggers in het Europese denken, Kapellen: DNB/Pelckmans, 1993.
- "1940 - An Essay on Metaphysics van Robin G. Collinwood. Een project tot hervorming van de metafysica", in: Boey, K. – Cools, A. – Leilich, J. – Oger, E. (eds.), Ex Libris van de filosofie in de 20ste eeuw – Deel 1: Van 1900 tot 1950, Leuven: Acco, 1997, p.279 - 294.
- met Stijn Latré, Dionysus of de gekruisigde. Friedrich Nietzsche versus René Girard over de kern van het christendom. Kapellen: Pelckmans, 2001.
- Voorbij het onbehagen - Ressentiment en christendom, Leuven: Davidsfonds, 2002(bekroond met de Max Wildiers Prijs voor het Essay 2002).
- met Walter Van Herck, Verlossend inzicht: filosofie en christendom, Averbode : Altiora, 2005.
- Tolerantie en actief pluralisme: De afgewezen erfenis van More, Erasmus en Gillis, Kapellen: Pelckmans, 2008.

### Vertalingen en redacties
- met Paul Pelckmans (red.), René Girard - Het labyrint van het verlangen - Zes opstellen, Kapellen : Pelckmans, 1996.
- Collingwood, R. G., Over metafysica, ingel., vert., geannot. en van een afsluitend essay voorz. door Guido Vanheeswijck, Kampen: Kok Agora, 1996.
- Charles Taylor, Wat betekent religie vandaag?, vert. en inl. van G. Vanheeswijck, Kapellen: Pelckmans, 2003.
- met Walter Van Herck (red.), Religie en de dood: momentopnamen uit de geschiedenis van de westerse omgang met de dood, Kapellen : Pelckmans, 2004.

- Bibsys: 1483107589068
- Bibliothèque nationale de France: cb171144326 (data)
- Digitale Bibliotheek voor de Nederlandse Letteren: vanh028
- Gemeinsame Normdatei: 102650385X
- International Standard Name Identifier: 0000 0004 6009 0183
- Library of Congress Control Number: n94007255
- Nationale Bibliotheek van Israël: 987007314300605171
- Nederlandse Thesaurus van Auteursnamen: 07299598X
- Système universitaire de documentation: 114963088
- Virtual International Authority File: 47839827
- WorldCat: E39PBJfX3mW9yQC7C8yqG8TPwC